# قائمة بالدراسات السريرية الكبيرة للعلاج الهرموني في سن اليأس
فيما يلي قائمة بالدراسات السريرية الكبيرة للعلاج بهرمونات انقطاع الطمث (الاستروجين و / أو العلاج بـالبروجستيرون) لدى النساء ، بما في ذلك الدراسات القائمة على الملاحظة (OS) والتجارب العشوائية (RCTs)::
1. CECILE (دراسة فرنسية) - OS

1. دراسة سريرية حول تحسين جرعة الهرمونات في تقييم الأعراض المناخية (اختيار) - RCT
2. مجموعات مجتمعة من النساء في سن اليأس ، ودراسات عن النتائج الصحية القائمة على التسجيل فيما يتعلق بالأدوية الهرمونية (COMPREHEND) - OS
3. دراسة دنماركية للوقاية من هشاشة العظام (DOPS) - RCT مفتوحة التسمية
4. تجربة التدخل المبكر مقابل التدخل المتأخر مع Estradiol (ELITE) - RCT
5. مخاطر الاستروجين والانصمام الخثاري (استر) - OS
6. الإستروجين في الوقاية من تصلب الشرايين التجريبية (EPAT) - RCT
7. استبدال هرمون الاستروجين وتصلب الشرايين (ERA) - المضبوطة
8. التحقيق الأوروبي المستقبلي في السرطان والتغذية (EPIC) - OS
9. المجموعة الفرنسية: Etude Epidémiologique auprès de Femmes de l'Education National (E3N، E3N-EPIC) - OS
10. دراسة فرامنغهام للقلب (FHS) - OS
11. دراسة استبدال القلب والإستروجين / البروجستين (HERS) - RCT
12. العلاج بالهرمونات البديلة بعد سرطان الثدي - هل آيت آمن؟ (العادات) - RCT
13. دراسة كرونوس للوقاية المبكرة من هرمون الاستروجين (KEEPS) - RCT
14. سن اليأس: خطر الإصابة بسرطان الثدي ، وانتشار المرض (MISSION) - OS
15. دراسة مليون امرأة (MWS) - OS
16. دراسة صحة الممرضات (NHS) - OS
17. دراسة عن تصلب الشرايين في بابوورث HRT (المرحلة) - المضبوطة
18. تدخلات الاستروجين / البروجستين بعد انقطاع الطمث (PEPI) - المضبوطة
19. محاكمة ستوكهولم - RCT
20. دراسة NorpregnAnes على التخثر (SNAC) - OS
21. الإستروجين النسائي لتجربة السكتة الدماغية (غرب) - RCT
22. تجربة انحدار تصلب الشرايين لهرمون الاستروجين الخافض للدهون (WELL-HART) - RCT
23. مبادرة صحة المرأة (WHI) - RCT و OS
  1. مبادرة صحة المرأة دراسة الاستروجين (WHI-E) - RCT
  2. مبادرة صحة المرأة دراسة الإستروجين + البروجستين (WHI-EP) - RCT
  3. دراسة رصد مبادرة صحة المرأة (WHI-OS) - OS
24. صحة المرأة ، هشاشة العظام ، البروجستين ، الإستروجين (أمل المرأة) - RCT
25. دراسة نسائية دولية حول الإستروجين طويل الأمد بعد سن اليأس (WISDOM) - RCT